# Daniel L. Pals
Daniel L. Pals je americký religionista a historik. Mezi jeho zájmy patří moderní evropské a americké dějiny idejí a náboženství, dějiny střetávání vědy a náboženství i povaha vysvětlování v náboženství, dějinách a humanitních disciplínách.

## Život
Bakalariát získal na Kalvínskem teologickém semináři v Grand Rapids (Michigan), graduoval na Universitě v Chicagu, kde též v roce 1975 obdržel doktorát za disertační práci Victorian religion and the British lives of Jesus: 1860-1910. Po krátkém působení na Trinity College v Deerfieldu a Centre College of Kentucky zakotvil v roce 1980 na Universitě v Miami, kde na College of Arts and Sciences působí dodnes jako řádný profesor historie a religionistiky. Během své dráhy zde zastával řadu významných postů: vedoucí katedry religionistiky, vedoucí katedry historie, děkan fakulty apod.

## Dílo
Daniel L. Pals je nejvýraznějším zastáncem tzv. "humanistické religionistiky" , která se snaží obhájit autonomii náboženství ve sporu s obhájci reduktivního výkladu náboženství.. Tomuto tématu věnoval řadu odborných článků. Světový věhlas si však získal především svou knihou Sedm teorií náboženství (1996), která se záhy stala na mnoha universitách ve světě standardním úvodem do religionistiky a byla přeložena do řady jazyků (např. do španělštiny, čínštiny, perštiny, korejštiny, češtiny). V roce 2006 vydal Oxford University Press její druhé a rozšířené vydání (Osm teorií náboženství) a v roce 2014 pak další rozšířené vydání (Devět teorií náboženství). K tomuto úvodu do studia náboženství pak v roce 2009 Pals sestavil čítanku z primárních textů, která je též v kursech religionistiky hojně užívána.

## Knižní bibliografie
- The Victorian "lives" of Jesus. San Antonio, Tex.: Trinity University Press, 1982. ISBN 0911536957
- Seven Theories of Religion. New York: Oxford University Press, 1996. ISBN 0195087240
- Eight Theories of Religion. New York: Oxford University Press, 2006. ISBN 0195304586. Česky: Osm teorií náboženství. Praha: ExOriente, 2015. ISBN 978-80-905211-2-4
- Introducing Religion: Readings from the Classic Theorists. New York: Oxford University Press, 2009. ISBN 9780195181487
- Nine Theories of Religion. New York: Oxford University Press, 2014. ISBN 9780199859092